# Хенри Дженкинс
Хенри Дженкинс (на английски: Henry Jenkins) е американски медиен теоретик и изследовател, професор по комуникации, журналистика и кинематографични изкуства в Училището за комуникация и журналистика Аненберг на Университета на Южна Калифорния (УЮК) и Училището на УЮК за кинематографични изкуства. Той има съвместно назначение за преподаватели и в Училището на УЮК за образование Rossier. Дженкинс е съосновател и съдиректор (заедно с Уилям Урикио) на програмата за сравнителни медийни изследвания в Масачузетския технологичен институт (MIT) и бивш член на техническия консултативен съвет в ZeniMax Media – компанията майка на издателя на видеоигри Bethesda Softworks. През 2013 г. той е назначен за член на борда, който избира носителите на наградата за изключителни достижения в елекронните медии Пийбоди.
Дженкинс е автор и съавтор на над дузина книги, сред които By Any Media Necessary: The New Youth Activism (2016), Spreadable Media: Creating Value and Meaning in a Networked Culture (2013), Convergence Culture: Where Old and New Media Collide (2006), Textual Poachers: Television Fans and Participatory Culture (1992) и What Made Pistachio Nuts?: Early Sound Comedy and the Vaudeville Aesthetic (1989).
Влиянието на работата му, и най-вече приносите му в предметните полета на трансмедийното разказване на истории и културата на участие, върху представителите на академичните среди в областта на медийните изследвания, както и сред практиците, е видимо и извън САЩ и англоезичния свят – в Европа, Бразилия и Индия.

## Образование и личен живот
Дженкинс завършва Държавния университет на Джорджия с бакалавърска степен по политически науки и журналистика. Получава магистърска степен по комуникационни изследвания от Университета на Айова и докторска степен по комуникационни изкуства от Университета на Уисконсин – Медисън. Научни ръководители на докторската му дисертация на тема „What Made Pistachio Nuts?“: Anarchistic comedy and the vaudeville aesthetic (1989) са Дейвид Бордуел и Джон Фиске. Той и съпругата му Синтия Дженкинс са домакини на общежитието на Senior House в Масачузетския технологичен институт, преди да се прехвърлят в Университета на Южна Калифорния през май 2009 г. Двамата имат един син, Хенри Дженкинс IV.

## Изследователски области
Академичната работа на Дженкинс обхваща различни изследователски области. Тук са представени част от тях.

### Сравнителни медийни изследвания
Ерудицията на Дженкинс в медийните изследвания се фокусира върху няколко специфични форми на медии – водевил, популярно кино, телевизия, комикси и видеоигри – както и върху естетическата и стратегическата парадигма на трансмедийността, която е рамка за създаване и комуникация на истории в много различни медийни форми. Като цяло интересът на Дженкинс към медиите се концентрира върху формите на популярната култура. През 1999 г. той основава магистърската програма за сравнителни медийни изследвания в Масачузетския технологичен институт като интердисциплинарен и приложен курс по хуманитарни науки, който има за цел „да интегрира изучаването на съвременните медии (кино, телевизия, цифрови системи) с широко историческо разбиране на по-старите форми на човешкото изразяване... и стремеж към сравнителен синтез, който отразява отличителната нововъзникваща медийна култура на 21-ви век." Същият етос може да бъде намерен в изследванията на Дженкинс сред различни форми на медии.

#### Водевил и популярно кино
Интересът на Дженкинс към водевилния театър и популярното кино е ранен фокус на изследователската му кариера – неговата докторска дисертация в Университета на Уисконсин изследва как комедийните изпълнения на американския водевил са повлияли на комедията в звуковите филми от 30-те години на миналия век, като тези на Братя Маркс, WC Fields и Еди Кантор. Книгата му от 1992 г. What Made Pistachio Nuts?: Early Sound Comedy and the Vaudeville Aesthetic е базирана на дисертационния му труд. Ключов аргумент за научните изследвания на Дженкинс тук е, че водевилът поставя силен акцент върху виртуозното изпълнение и емоционалното въздействие, което рязко контрастира с фокуса на класическото холивудско кино върху мотивацията на героите и разказването на истории. Подходът на Дженкинс отчасти е вдъхновен от културни анализатори, които вярват, че ранното кино е било третирано несправедливо от скептичните коментатори на неговата епоха, тъй като е било изгряваща медия за нова популярна култура. Той е повлиян и от учени в областта на филмовата естетика като Дейвид Бордуел. Този подход по-късно ще помогне за формирането на научната оценка на Дженкинс за видеоигрите като друга подобна среда за популярна култура, която привлича много критики.

#### Изследвания на комиксите
Освен дългогодишен фен на комиксите, Дженкинс е и техен изследовател. Комиксите остават една от ключовите теми в неговото академично писане и говорене, а интересът му варира от комикси за супергерои до алтернативни комикси. Академичните му публикации включват изследвания върху комикси от Браян Майкъл Бендис, Дейвид У. Мак, Арт Шпигелман, Базил Уолвъртън, Дийн Мотър и др. През декември 2015 г. Microsoft Research New England (където Дженкинс е гостуващ учен по това време) съобщава, че Дженкинс работи върху нова книга, фокусирана върху комиксите.

#### Изследвания на видеоигрите
Изследванията на Дженкинс в сферата на видеоигрите са повлияни от предишния му интерес към дебатите около нововъзникващите медийни форми на популярната култура, както и от паралелния му интерес към детската култура. Позовавайки се на Seven Lively Arts на Гилбърт Селдес (1924), който отстоява естетическите достойнства на популярните изкуства, чиято стойност по-често е отричана от критиците, които прегръщат високото и низвергват популярното изкуство, Дженкинс нарича видеоигрите „Новото живо изкуство“ и твърди, че около тях възниква среда от ключово значение за възхода на цифровата интерактивна култура.
Дженкинс добавя хуманистична интердисциплинарна гледна точка, като се основава например на културните изследвания и литературознанието. Примери за теми за видеоигри, за които е писал подробно, включват социално конструирани поведенчески и физиологични характеристики на пола в пространствата за видеоигри и игровите преживявания, ефектите от интерактивността върху ученето и развитието на образователните видеоигри; и геймдизайн като наративна архитектурна дисциплина. Работата му довежда до създаването на инициативата на Microsoft Games-To-Teach в катедрата за сравнителни медийни изследвания към Масачузетския технологичен институт през 2001 г., която през 2003 г. се трансформира в инициативата Education Arcade и се осъществява в сътрудничество с Университета на Уисконсин.
Ролята на Дженкинс в дебата за насилието във видеоигрите привлича особено обществено внимание. Той е привърженик на подхода на културните изследвания в разбирането на медийните изображения на насилие, като твърди, че „няма такова нещо като медийно насилие – поне не по начините, по които сме свикнали да говорим за него – като нещо, което може лесно да бъде идентифицирано, измерено и изследвано в лабораторията. Медийното насилие, казва Дженкинс, не е нещо, което съществува извън специфичен културен и социален контекст., и призова за културно фокусиран педагогически отговор на тези въпроси.
Критичните възгледи на Дженкинс относно теориите, че видеоигрите, изобразяващи насилие, карат хората да извършват насилие в реалния свят, са описани и в публикации на популярни издания за видеоигри като Next Generation, Electronic Gaming Monthly и Game Informer.

#### Трансмедийност
Една от най-известните концепции на Дженкинс е „трансмедийното разказване на истории“. Тя датира от 2003 г. и оказва влияние не само върху представители на академичните среди, но и в медийните изкуства и в рекламните/маркетинговите кръгове и извън тях.

Дженкинс дефинира трансмедийното разказване на истории по следния начин:
[...] процес, при който интегралните елементи на фикцията се разпръскват систематично по множество канали за доставка с цел създаване на унифицирано и координирано развлекателно изживяване. В идеалния случай всяка медия има свой собствен уникален принос за разгръщането на историята.
Трансмедийното разказване на истории, пише Дженкинс, е „изкуството на създаването на света“, „процесът на проектиране на измислена вселена, която ще поддържа развитието на франчайз, такава, която е достатъчно подробна, за да даде възможност да се появят много различни истории, но достатъчно последователна, така че всяка история да се усеща като че си пасва с другите";  и най-важното е, че тези различни истории или фрагменти от истории могат да бъдат разпространени в много различни медийни платформи, насърчавайки потребителите, въвлечени в изживяването на историята, да изследват по-широка медийна екосистема, за да сглобят едно по-пълно и по-дълбоко разбиране на разказа.
Като стъпва върху изследванията си на феновете на медиите и културата на участието, Дженкинс подчертава, че трансмедийните стратегии за разказване на истории са много подходящи за използване на колективната интелигентност на потребителите на медии. Дженкинс също така изтъква, че трансмедийността не е нов феномен – древни примери могат да бъдат намерени в религията, например – но възможностите на новите интернет и цифрови технологии за участие и колективно ангажиране на публиката в много различни медийни платформи правят този подход още по-мощен и релевантен. Според Дженкинс трансмедийното разказване на истории може да се използва за създаване на интерес към франчайз и в Convergence Culture той твърди, че филмите, комиксите и видеоигрите в света на „Матрицата“ са пример за това явление.
Принципите на трансмедийното разказване на истории са прилагани и в други области, включително трансмедийно образование и трансмедийно брандиране, например чрез инициативи, водени от Дженкинс в лабораторията за иновации към Училището за комуникация и журналистика Аненберг на Университета на Южна Калифорния.

### Култура на участието
Културата на участието занимава всеобхватно Дженкинс в научната му работа, която се фокусира върху разработването на теория на медиите и принципи на практиката, според които потребителите на медиите са възприемани предимно като активни и креативни участници, а не просто като пасивни потребители и аудитории, възприемчиви на едно по-просто ниво. Тази ангажираност на участието се разглежда като все по-важна предвид подобрените интерактивни и мрежови комуникационни възможности на цифровите и интернет технологиите. Дженкинс описва творческите социални явления, произтичащи от културата на участие, и е смятан за един от водещите учени, специализирани в тази тема, разгърната и в книгата му Култура на участието в мрежова ера: Разговор за младежта, ученето, търговията и политиката от 2015 г., написана в съавторство с Мими Ито и Дана Бойд. Дженкинс посочва работата на медийния учен Джон Фиске като силно влияние, особено в областта на културатата на участието.

Според дефиницията на Дженкинс културата на участие се характеризира с

- относително ниски бариери пред артистичното изразяване и гражданската ангажираност
- силна подкрепа за създаване и споделяне на нечии творения с други хора
- някакъв вид неформално наставничество, при което знанията, които най-опитните притежават, се предават на по-неопитнит
- членовете вярват, че техният принос има значение
- членовете чувстват известна степен на социална връзка помежду си (най-малкото ги интересува какво мислят другите за това, което са създали). Не е необходимо всеки член да допринася, но всички трябва да вярват, че са свободни да допринасят, когато са готови и че приносите им ще бъдат оценени по подходящ начин.

Дженкинс поставя акцент и върху следните ключови форми на култура на участие:

- Принадлежност – официални и неформални членства в онлайн общности, съсредоточени около различни медийни форми.
- Изразяване – създаване на нови творчески форми (като цифрово семплиране, скинове и модове, видео, писане на фен фантастика, зинове, смесване).
- Съвместно решаване на проблеми – съвместна работа във формални и неформални екипи за изпълнение на задачи и разработване на нови знания (например чрез Wikipedia, игри с алтернативна реалност, разваляне).
- Циркулация – формиране на медийния поток (като подкастове, блогове).

Освен това Дженкинс и неговите сътрудници идентифицират и набор от умения за медийна грамотност, необходими, за да бъдат членовете на тези форми на култура на участие ефективни.

#### Изследвания на феновете
Работата на Дженкинс върху фен културата произтича от неговите научни интереси към популярната култура и медии, както и от саморефлексията върху неговия собствен опит като медиен фен. Дженкинс се описва като „ака-фен“ – термин, който за първи път започва се среща в началото на 90-те години на 20-ти век, а заслугата за по-широкото му популяризиране (заедно с концепцията на Мат Хилс за „фен-академичността“ в неговата работа от 2002 г. Fan Cultures ) е именно негова. Чрез това понятие са квалифицира представител на академичните среди, който съзнателно се идентифицира и пише като фен. Книгата на Дженкинс от 1992 г. Textual Poachers: Television Fans and Participatory Culture се разглежда като знакова и основополагаща работа върху фен културата, която помага за установяването на нейната легитимност като сериозна тема за академични изследвания не само в телевизионните изследвания, но и извън тях. Изследването на Дженкинс в Textual Poachers показа как феновете изграждат своя собствена култура, като присвояват и ремиксират (или „бракониерстват“) съдържание от масовата култура. Чрез това „бракониерство“ феновете извършват разнообразни творчески културни дейности като преосмисляне на въпроси относно собствената идентичност като пол и сексуалност; писане на истории, които изместват фокуса върху второстепенните герои на медийния „свят на истории“; създаване на съдържание за разширяване на времевите линии на такъв свят; или запълване на липсващи сцени в официалните разкази на света на историята за по-голямо удовлетворение на общността на феновете.

#### Нови форми на медийна грамотност
Отново благодарение на работата си в сферата на културата на участие Дженкинс допринася за ръководството на проекта New Media Literacies (NML), част от петгодишна изследователска инициатива на стойност 50 милиона долара за цифрово обучение, финансирана от Фондация Макартър, която го обявява още през 2006 г. Целта на NML е да разработи учебни материали, предназначени да подготвят младите хора за пълноценно участие в новата медийна среда. Казано с думите на Дженкинс: „Концептуалната рамка на NML включва разбиране на предизвикателствата, новата медийна грамотност и формите на участие. Тази рамка насочва мисленето за това как да се предостави на възрастните и младежите възможност да развият уменията, знанията, етичната рамка и самочувствието, необходими, за да бъдат пълноценни участници в културните промени, които се случват в отговор на навлизането на нови медийни технологии, и да проучи трансформациите и възможностите, предоставени от тези технологии за трансформация на образованието.“ Дженкинс въвежда набор от социални и културни умения, които са от основно значение за смислена изява в културата на участие. Областите на новите форми на медийна грамотност, на които са дадени конкретни дефиниции в рамките на този проект, включват: приспособяване (образование), колективна интелигентност, разпределено познание, преценка, договаряне, работа в мрежа, изпълнение, симулация, трансмедийна навигация, пропуск в участието, проблемът с прозрачността и проблемът с етиката.

#### Култура на конвергенция
От работата му върху изследванията на феновете, довела до книгата му от 1992 г. Textual Poachers, до ден днешен, 30 години по-късно, изследванията на Дженкинс по различни теми могат да бъдат разбрани като континуум с обща тема. Тази изследователска тема се занимава с това как чрез културата на участие групите и общностите в онлайн и цифровите медии упражняват своето собствено застъпничество. Подобно застъпничество се упражнява чрез използване и комбиниране на множество различни медийни източници и канали, както по официално одобрени, така и по неодобрени начини; когато феновете или потребителите работят като общности, за да използват комбинирания си опит, се генерира процес на изграждане на колективен разум. Един от ключовите аргументи на Дженкинс е, че предвид тези културни феномени, медийната конвергенция се разбира най-добре както от медийните учени, така и от практиците като културен процес, а не като технологична крайна точка. Ключовата работа в развитието на този аргумент от страна на Дженкинс е книгата му от 2006 г. Convergence Culture: Where Old and New Media Collide. В нея културата на конвергенция е описана като произтичаща от цифровата ера на променения медиен пейзаж, доминиран до неотдавна от електронните медии, където публиката е фрагментирана от разпространението на канали и платформи, докато потребителите на медиите са по-оправомощени от всякога да участват и да си сътрудничат – в различни канали и платформи – в създаването и разпространение (на медийно съдържание) благодарение на достъпа до онлайн мрежи и цифрова интерактивност.
За да помогне за прилагането на прозренията на парадигмата на културата на конвергенцията в индустрията, Дженкинс основа Convergence Culture Consortium – по-късно преименуван на Futures of Entertainment Consortium – изследователска инициатива от времето, когато е директор на програмата за сравнителни медийни изследвания в Масачузетския технически университет. През 2006 г. Консорциумът поставя началото на годишната конференция Futures of Entertainment в МТИ за хибридна аудитория на представители на академията и на индустрията. През 2010 г. се провежда първото издание на друга конференция, отговаряща на същия профил – Transmedia Hollywood (преименувана през 2014 г. на Transforming Hollywood), чиито организатори са УЮК и Калифорнийски университет – Лос Анджелис.

#### Разпространяеми медии
Въз основа на работата си върху културата на конвергенцията, както и вследствие на разговорите между индустрията и академичните среди, насърчавани от Консорциума за култура на конвергенция, Дженкинс разработва концепцията за разпространяеми медии, която се различава от теориите зад миймовете и т.нар. вирални (вирусни) медии. През 2013 г. излиза книгата Spreadable Media: Creating Meaning and Value in a Networked Culture, написана от Дженкинс в съавторство със Сам Форд и Джошуа Грийн. Идеята за вирусни медии или миймове използва метафори, които оставят малко място за осъзнато действие, докато идеята на Дженкинс за разпространяемост се фокусира върху активната действеност на обикновения медиен потребител при споделяне, разпространение, създаване и/или ремиксиране на медийно съдържание. Този фокус върху активния медиен потребител се разбира чрез концепцията на Дженкинс като все по-важен в медийните пейзажи на цифровата ера, където културата на участие е по-важна от всякога и където господството на широкомащабното разпространение на медийно съдържание, строго контролирано от корпоративни или правителствени собственици, е изместено от нарастването на разпространението, движено от обикновените потребители. Идеята за разпространяемост също контрастира с идеята за „лепкавост“ в медийната стратегия, която призовава за агрегиране и задържане на вниманието върху определени уебсайтове или други медийни канали. Разпространяемостта вместо това призовава медийните стратези да възприемат начините, по които техните аудитории и потребители активно ще разпръскват съдържание, използвайки официални и неофициални мрежи, част от които не са получили одобрение.

#### Политика на участие (младежки граждански отношения и активизъм)
Дженкинс ръководи инициативите Civic Paths and Media, Activism & Participatory Politics (MAPP) в Аненберг от 2009 г. – работа, подкрепена отчасти от инициатива за цифрови медии и обучение на фондация Макартър за младежта и политика на участие. Фокусът на тези свързани инициативи е върху изучаването на иновативни онлайн и цифрови медийни практики в местните младежки граждански движения и движения за активизъм и се основава на по-ранната работа на Дженкинс върху фен културата, онлайн общностите и културата на участие. През 2016 г. излиза от печат книгата By Any Media Necessary: The New Youth Activism, на която Дженкинс е съавтор.

### Детска култура
Един от ранните изследователски интереси на Дженкинс е детската култура, която той определя като „популярна култура, създадена за, от и/или относно децата... централната арена, на която изграждаме нашите фантазии за бъдещето и бойно поле, чрез което се борим да изразим конкуриращи се идеологически цели."  Ключови теми в изследването на детската култура на Дженкинс включват децата като потребители на медии, изследвания на видеоигрите, отглеждането на деца в исторически план, културното изграждане на детската невинност и дебатите относно насилието в медиите.

## Критика
Концепцията на Дженкинс за медийната конвергенция и по-специално културата на конвергенция е в основата на много научни дебати. През 2011 г. специален брой на академичното списание Cultural Studies е посветен на критичната дискусия на идеята на Дженкинс за културата на конвергенция. Озаглавен „Rethinking "Convergence/Culture“, той е редактиран от Джеймс Хей и Ник Коулдри, които идентифицират някои от ключовите научни критики на работата на Дженкинс върху културата на конвергенция. Дженкинс е критикуван, че поставя прекомерен акцент върху потенциала за участие на потребителите. Критиците му виждат в неговите теоретични конструкти недооценяване на вътрешно присъщата корпоративна логика на конвергенцията; недостатъчно отчитане на по-широкия медиен пейзаж със съответната властова динамика, в която потребителят се занимава с конвергенция; и прекалено оптимистичен поглед върху демократичния принос на конвергенцията.
Дженкинс публикува подробен отговор на всеки от своите критици в издание на същото списание от 2014 г. (публикувано онлайн през 2013 г.) – „Преосмисляне на „Rethinking "Rethinking Convergence/Culture“ — адресирайки критиките, изложени в специалния брой, и изяснявайки аспектите на работата си.

### Ограничаване на действеността на потребители и корпоративизация
Основна критика в специалния брой на Cultural Studies, в която е анализиран прочита на Дженкинс за културата на конвергенция, е, че той надценява силата на потребителя в конвергентната медийна сфера. Дженкинс твърди, че конвергенцията представлява фундаментална промяна в отношенията между производителите и потребителите на медийно съдържание. С прехода от предполагаемо пасивни към активни потребители, ролята и действията на потребителите са предефинирани, с акцент върху способността им да се ангажират с медийно съдържание, следвайки свои собствени правила. Способността на тези „новоовластени“ (новостта и съществеността на това овластяване се оспорват от някои критици) публики да мигрират към съдържанието, с което искат да се ангажират, е централна за твърдението на Дженкинс, че конвергенцията преоформя културната логика на медиите, позволявайки да се издигне до това, което той нарича „култура на участието“.
Културата на участие произтича от замяната на предполагаемо пасивен медиен потребител с нов активен медиен потребител в онлайн сфера, която вече не се управлява от еднопосочната динамика на традиционните масмедии, а от двупосочната динамика на интерактивността. Тези критици интерпретират разбирането на Дженкинс като технооптимистична концепция за действеността на тези потребители и следователно го виждат като силно спорно. Разбирането на Дженкинс за динамиката на традиционните масови медии и последвалата пасивност на публиката е критикувано като опростено, защото той набляга в твърде голяма степен на добродетелите на интерактивността, без да взема предвид реалните структури на властта, в които съществуват потребителите. В отговора си от 2014 г. Дженкинс отхвърля окачествяването на работата му като техно-оптимистична или технодетерминистична, направено от тези критици, и подчертава, че резултатите от настоящите социални и технологични промени все още предстои да бъдат определени. Той също така твърди, че неговите критици бъркат интерактивността (предварително програмирана в технологията) с участието (произтичаща от социални и културни фактори). Дженкинс също възразява, че през цялата си научна кариера е признавал в значителна степен по-широкия контекст на офлайн силовите структури.
Основният довод на Нико Карпентър в специалния брой за Cultural Studies е, че това, което той вижда като „сливане на взаимодействие и участие“ на Дженкинс, е подвеждащо: възможностите за взаимодействие са се увеличили, но конгломератната и корпоративна медийна среда, която конвергенцията е улеснила и едновременно с това е навлязла, ограничава капацитета на потребителите да участват действително в производството или съвместното производство на съдържание поради логиката на медийните системи за търговска печалба. Налице е съответствие с традиционните медийни бизнес модели, които търсят статична, лесно измерима аудитория, пред която да рекламират. През 2012 – 2013 г. Карпентър и Дженкинс провеждат разширен диалог, в който изясняват, че техните гледни точки всъщност имат много допирни линии, което довежда до тяхното съавторство на научна статия в издание за разликите между участие и взаимодействие и как двете концепции се отнасят до и са свързани с властта.
Марк Андреевич също критикува Дженкинс в специалното издание от 2011 г., като подчерта, че интерактивността може да се разглежда като предоставяне на подробна потребителска информация за експлоатация от маркетолозите в афективната икономика, на която самите потребители охотно се подчиняват. А според проф. Жинет Ферщрате инструментите за медийна конвергенция са неразривно корпоративни по своята цел и функция, и дори генерирането на алтернативни значения чрез съвместно творчество задължително се съдържа в търговска система, където „първичната цел е генерирането на капитал и власт чрез дифракция". По този начин действеността на потребитетели, активирана от сближаването на медиите, е ограничена по презумпция.
Тази критика на културата на конвергенция като улесняваща лишаването от права на потребителя е подета и от Джак Братич, който твърди, че вместо непременно и присъщо улесняване на демокрацията (според тълкуването на Братич за позицията на Дженкинс), конвергенцията може да постигне тъкмо обратното. Акцент върху конвергенцията като средство за ограничаване на капацитета на тези, които се ангажират с нея, поставщ и Сара Банет-Вайзер във връзка с комодификацията на творчеството. Тя твърди, че тъй като конвергенцията е „решаващ елемент за логиката на капитализма“, демократизацията на творческия капацитет, която е била активирана от сближаването на медиите, чрез платформи като YouTube, служи за търговска цел. Според това разбиране потребителите стават работници и огромното мнозинство от творческите продукти с възможност за сближаване, по силата на ориентираните към печалбата платформи, на които се осъществява, може да се разглежда като страничен продукт на императива за печалба. За разлика от гледните точки на Братич и Банет-Вайзер, в своя отговор на критиките спрямо него в обсъждания специален брой Дженкинс пише: „Тези нови платформи и практики потенциално позволяват форми на колективно действие, които са трудни за започване и поддържане в рамките на модела на излъчване (чрез електронни медии), но тези платформи и практики не гарантират конкретен резултат, не внушават непременно демократични ценности или развиват споделени етични норми, не зачитат и ценят непременно разнообразието, не осигуряват непременно ключови образователни ресурси и не гарантират, че някой ще слуша, когато групите говорят за несправедливостите, които срещат." Дженкинс е категоричен, че неизменно заема позиция – включително в книгата си Convergence Culture от 2006 г. – срещу всякакви неминуеми резултати от конвергенцията.

### Ограничен фокус
Катрин Дрискол, Мелиса Грег, Лори Уелет и Джули Уилсън се позовават на работата на Дженкинс в специалния брой от 2011 г. като част от тяхното оспорване на по-широката рамка на науката за конвергенция на медиите. Те твърдят, че доброволното подчинение на потребителя на корпоративните интереси, подхранващи сближаването на медиите, е обусловено и от пола като логика на сближаване, която до голяма степен се основава на логиката на капитализма, макар и в онлайн среда. Става дума за продължаващата експлоатация на жените чрез възпроизвеждане на „безплатния“ труд, вграден в социалните очаквания към тях. Ричард Максуел и Тоби Милър също се позовават на работата на Дженкинс за критика на по-широкия дискурс на медийната конвергенция, твърдейки, че логиката на сближаването е логика на непрестанния растеж и иновациите, които неизбежно предпочитат търговските пред индивидуалните интереси. Освен това двамата твърдят, че преобладаващите дискусии за конвергенцията са се занимавали с микронивото на технологичния прогрес над макроравнището на необузданата икономическа експлоатация чрез концепции като „playbour“ (работа, предоставена свободно от потребителите, докато те взаимодействат с онлайн света). Това, изтъкват Максуел и Милър, води до доминиращ фокус върху Глобалния север, който игнорира често непоносимите материални условия на работниците в Глобалния юг, които подхранват продължаващото разпространение на цифровия капитализъм. В отговора си от 2014 г. Дженскинс възразява, че през цялата си научна кариера е наблягал на колективното действие, а не на индивидуалното.

### Демократичен принос
В своя текст, с който участва в специалния брой на Cultural Studies, критикуващ работата на Дженкинс върху конвергенцията, Греъм Търнър твърди, че трябва да се внимава с всякакви открито оптимистични разкази за въздействието на културата на конвергенция. Въпреки че според него не може да се отрече, че по своята същност идеята за конвергенция е правилна, търсейки „овластяване на индивида... демократизиращия потенциал на новите медии и... [желанието за] постигане на нещо по-социално полезно от търговски успех", няма гаранции, че каквото и да е част от това е постижимо. В отговора си от 2014 г. Дженкинс признава, че „моите преживявания в посредничеството са смекчили и заменили част от възторга, който хората идентифицират в Convergence Culture, с по-задълбочено разбиране за това колко трудно ще бъде да се осъществи промяна... Освен това развих по-дълбока оценка за всички системни и структурни предизвикателства, пред които сме изправени при промяната на начина на функциониране на установените институции, за цялото остаряло и утвърдено мислене, което прави трудно постижима дори най-разумната реформа на установените практики. . ."

### „Повече култура на участие“
В отговора си на изказаното в специалния брой от 2011 г. Дженкинс отхвърля аргументи като горния на Търнър, като заявява, че макар все още да не осъзнаваме пълната степен на въздействието на конвергенцията, за нас е „по-добре да останем отворени за нови възможности и нововъзникващи модели“. В същото време Дженкинс се съгласява, че първоначалната му концепция за култура на участие може би е била прекалено оптимистична по отношение на възможностите на конвергенцията. Той също така предлага преразгледана формулировка на „култура на повече участие“, която признава радикалния потенциал на конвергенцията, без песимистично да я характеризира като инструмент на „потребителския капитализъм, който винаги ще съдържа всички форми на съпротива на обикновените хора“. Подобен песимизъм при едно такова виждане би повторил детерминистичната грешка на прекалено оптимистичното разбиране. Дженкинс пише в отговора си от 2014 г.: „Днес е много по-вероятно да говоря за тласък към култура на по-голямо участие, признавайки колко хора все още са изключени дори от най-минималните възможности за участие в мрежовата култура и признавайки, че новите тактики на обикновените потребителите се сблъскват с редица корпоративни стратегии, които се стремят да овладеят и преобразуват популярното желание за участие. В резултат на това елитите все още упражняват по-мощно влияние върху вземането на политически решения от мрежите на обикновените хора, макар да наблюдаваме нови начини за отстояване на алтернативни гледни точки в процеса на вземане на решения.“

## Публикувани книги
- Jenkins, Henry (1992). What Made Pistachio Nuts?: Early Sound Comedy and the Vaudeville Aesthetic. New York: Columbia University Press. ISBN 978-0-231-07855-9.
- Jenkins, Henry (1992). Textual Poachers: Television Fans & Participatory Culture. Studies in culture and communication. New York: Routledge. ISBN 978-0-415-90571-8.
- Jenkins, Henry (ed. with Kristine Brunovska Karnick) (1994). Classical Hollywood Comedy. American Film Institute Film Readers. New York: Routledge, Chapman and Hall. ISBN 978-0-415-90639-5.
- Tulloch, John; Jenkins, Henry (1995). Science Fiction Audiences: Doctor Who, Star Trek and Their Followers. London: Routledge, Chapman and Hall. ISBN 978-0-4150-6141-4.
- Jenkins, Henry (ed. with Justine Cassell) (1998). From Barbie to Mortal Kombat: Gender and Computer Games. Cambridge, MA: MIT Press. ISBN 978-0-2620-3258-2.
- Jenkins, Henry (1998). The Children's Culture Reader. New York: New York University Press. ISBN 978-0-8147-4231-0.
- Jenkins, Henry (ed. with Tara McPherson and Jane Shattuc) (2002). Hop on Pop: The Politics and Pleasures of Popular Culture. Duke University Press. ISBN 978-0-8223-2737-0.
- Thorburn, David and Henry Jenkins (Eds.) (2003). Rethinking Media Change: The Aesthetics of Transition. Media in Transition. Cambridge, MA: MIT Press. ISBN 978-0-262-20146-9.
- Jenkins, Henry and David Thorburn (Eds.) (2003). Democracy and New Media. Media in Transition. Cambridge, MA: MIT Press. ISBN 978-0-262-10101-1.
- Jenkins, Henry (2006). Convergence Culture: Where Old and New Media Collide. New York: New York University Press. ISBN 978-0-8147-4281-5.
- Jenkins, Henry (2006). Fans, Bloggers, and Gamers: Exploring Participatory Culture. New York: New York University Press. ISBN 978-0-8147-4284-6.
- Jenkins, Henry (2007). The Wow Climax: Tracing the Emotional Impact of Popular Culture. New York: New York University Press. ISBN 978-0-8147-4282-2.
- Jenkins, Henry (with Ravi Purushotma, Margaret Weigel, Katie Clinton, and Alice J. Robison) (2009), Confronting the Challenges of Participatory Culture: Media Education for the 21st Century, Cambridge: MIT Press, ISBN 9780262513623
- Jenkins, Henry; Ford, Sam; Green, Joshua (2013), Spreadable Media: Creating Meaning and Value in a Networked Culture, New York: New York University Press, ISBN 978-0-8147-4350-8
- Jenkins, Henry; Kelley, Wyn (with Katie Clinton, Jenna McWilliams, Ricardo Pitts-Wiley and Erin Reilly) (2013), Reading in a Participatory Culture: Remixing Moby-Dick for the English Literature Classroom, New York: Teachers College Press, ISBN 9780262513623
- Jenkins, Henry; Ito, Mizuko; boyd, danah (2015), Participatory Culture in a Networked Era: A Conversation on Youth, Learning, Commerce, and Politics, Cambridge, UK: Polity Press, ISBN 978-0-7456-6070-7
- Jenkins, Henry; Shresthova, Sangita; Gamber-Thompson, Liana; Kligler-Vilenchik, Neta; Zimmerman, Arely (2016), By Any Media Necessary: The New Youth Activism, Connected Youth and Digital Futures, New York: New York University Press, ISBN 978-1-4798-9998-2

## Препратки
1. ↑  Henry Jenkins – USC Annenberg School for Communication and Journalism
2. ↑  Profile – Rossier School of Education
3. ↑  Keith Stuart. Henry Jenkins on the eight biggest game myths //  the Guardian.   2008-10-08.
4. ↑  ZeniMax Media Profile-Technical Advisory Board //   ZeniMax.com. Посетен на July 29, 2016.
5. ↑  Jenkins named to George Foster Peabody Awards Board – Rossier School of Education //  Rossier School of Education.   2013-10-28.  Архивиран от оригинала на 2019-01-02. Посетен на 2017-04-26.
6. ↑  Henry Jenkins //  Universidad de Costa Rica.   Посетен на 2022-06-10.[неработеща препратка]
7. ↑  Henry Jenkins. CV/Résumé //  USC Annenberg School for Communication and Journalism.   Посетен на 2022-06-10.
8. ↑  Jenkins, Henry. „What Made Pistachio Nuts?“: Anarchistic comedy and the vaudeville aesthetic. // web.mit.edu
9. ↑  Natasha Nath. Jag Patel, Antony Donovan Move In to Senior House – The Tech //    Архивиран от оригинала на 2010-06-18. Посетен на 2022-06-08.
10. ↑  MIT Reports to the President 1998 – 99 / COMPARATIVE MEDIA STUDIES
11. ↑  Jean Burgess and Joshua Green. With contributions by Henry Jenkins and John Hartley. Youtube. Online Video and Participatory Culture //   Polity Press, 2009. с. 10 – 13, 53, 109 – 25. Посетен на 2022-06-10.
12. 1 2  Henry Jenkins – Games, the New Lively Art
13. ↑  "henry jenkins" comics – Google Search
14. ↑  comics Bendis OR Mack OR Spiegelman OR Wolverton OR Motter author:"H Jenkins" – Google Scholar
15. ↑  Gillespie, Tarleton. Henry Jenkins, on „Comics and Stuff“
16. ↑  Egenfeldt-Nielsen, Smith, ToscaUnderstanding Video Games: The Essential Introduction. New York and London: Taylor and Francis Group, 2008
17. ↑  Henry, Jenkins. Game Design as Narrative Architecture //   2012. Посетен на 2022-06-10.
18. ↑  Jenkins, Henry. iCampus Project: Games-to-Teach //  MIT Graduate Program in Comparative Media Studies.   Посетен на 2022-06-10.
19. ↑  Chaptman, Dennis. Education arcade aims for video-game literacy, markets //  University of Wisconsin-Madison.   2004-01-16. Посетен на 2022-06-10.
20. ↑  Jenkins, Henry. A Few Thoughts on Media Violence…
21. ↑  Jenkins, Henry. A Pedagogical Response to the Aurora Shootings: 10 Critical Questions about Fictional Representations of Violence
22. ↑  Videogames are good for you! //  Next Generation (29).   May 1997. с. 8 – 13, 161, 162.
23. ↑  Jenkins, Henry. Transmedia Storytelling
24. ↑  Transmedia and the new art of storytelling //  The Daily Dot.
25. ↑  In Ridley Scott's 'Prometheus,' the Advertising Is Part of the Picture
26. ↑  5 Lessons For Storytellers From The Transmedia World
27. ↑  Transmedia Storytelling 101
28. ↑  Jenkins, Henry Convergence Culture: Where old and new media collide. New York: New York University Press, 2006
29. ↑  Jenkins on Collective Intelligence and Convergence Culture – Chapter 1: Literacies on a Human Scale – Literacies – New Learning //   Посетен на 2022-06-10.
30. ↑  Lacasa, P. Learning in Real and Virtual Worlds: Commercial Video Games as Educational Tools.   Springer, 18 September 2013. ISBN 9781137312051.
31. ↑  Jenkins, Henry, 1958-. Convergence culture : where old and new media collide.   New York. ISBN 978-0-8147-4368-3. OCLC 829025920.
32. ↑  T is for Transmedia – Annenberg Innovation Lab //    Архивиран от оригинала на 2016-04-17. Посетен на 2016-04-11.
33. ↑  Transmedia Branding – Annenberg Innovation Lab //    Архивиран от оригинала на 2016-03-30. Посетен на 2016-04-11.
34. ↑  Understanding the Participatory Culture of the Web: An Interview with Henry Jenkins – The Signal
35. ↑  John Fiske: Now and The Future
36. ↑  Confronting the Challenges of Participatory Culture: Media Education for the 21st Century (Part One)
37. 1 2  Jenkins, Henry. Confronting the Challenges of Participatory Culture: Media Education For the 21st Century //  Building the Field of Digital Media and Learning.   2009. ISBN 9780262513623.
38. ↑  Roach, Catherine M. Happily Ever After: The Romance Story in Popular Culture.   Indiana University Press, 31 March 2016. ISBN 9780253020529.
39. ↑  Cécile Cristofari, Matthieu J. Guitton. Aca-fans and fan communities: An operative framework //  Journal of Consumer Culture.   2016-01-15.
40. ↑  Barker, Chris. Cultural Studies: Theory and Practice.   SAGE, 12 December 2011. ISBN 9781446260432.
41. ↑  Fans and Fan Culture : Blackwell Encyclopedia of Sociology : Blackwell Reference Online //   Посетен на 2016-04-11.
42. ↑  Scott, Suzanne. Understanding fandom: An introduction to the study of media fan culture, by Mark Duffett //  Transformative Works and Cultures 20.   10 December 2014. DOI:10.3983/twc.2015.0656.
43. ↑  MacArthur Investing $50 Million In Digital Learning – MacArthur Foundation
44. ↑  Jenkins, Henry. Our Methods //   USC Annenberg School of Communication and Journalism. Посетен на 19 February 2013.
45. ↑  Jenkins, Henry, et al. New Media Literacies. Learning in a participatory culture //   Посетен на 2022-06-09.
46. ↑  Henry Jenkins on 'Spreadable Media,' why fans rule, and why 'The Walking Dead' lives //  Deep Rose. Frank Rose on Narrative in the Digital Age.   Посетен на 2022-06-10.
47. ↑  Jenkins, Henry. Don't Miss Transmedia, Hollywood Conference March 16
48. ↑  Jenkins, Henry. Further Information About Transforming Hollywood: The Future of Television
49. ↑  Futures of Entertainment – Transforming Hollywood //  Transforming Hollywood.   Посетен на 2022-06-10.
50. ↑  Spreadable Media //  Spreadablemedia.org.   Посетен на 2022-06-10.
51. 1 2  Henry Jenkins – Children's Culture
52. ↑  How Content Gains Meaning and Value in the Era of Spreadable Media //   Посетен на 23 June 2012.
53. ↑  Hay, James и др. Rethinking Convergence/Culture: An Introduction //  Cultural Studies 25 (4 – 5).   2011. DOI:10.1080/09502386.2011.600527. с. 473 – 486.
54. ↑  Jenkins, Henry. Rethinking „Rethinking Convergence/Culture“ //  Cultural Studies 28 (2).   2014. DOI:10.1080/09502386.2013.801579. с. 267 – 297.
55. ↑  Jenkins, Henry. The Cultural Logic of Media Convergence //  International Journal of Cultural Studies 7 (1).   2004. DOI:10.1177/1367877904040603. с. 37.
56. ↑  Deuze, Mark. Media Work.   Cambridge, Polity, 2007. с. 74.
57. ↑  Jenkins, Henry. Convergence Culture: Where Old and New Media Collide.   New York, New York University Press, 2006. ISBN 9780814742815. с. 4.
58. ↑  Jenkins, Henry. Rethinking 'Rethinking Convergence/Culture' //  Cultural Studies 28 (2).   2014. DOI:10.1080/09502386.2013.801579. с. 268.
59. ↑  Hay, James и др. Rethinking Convergence/Culture //  Cultural Studies 25 (4 – 5).   2011. DOI:10.1080/09502386.2011.600527. с. 473 – 486.
60. 1 2 3 4 5  Jenkins, Henry. Rethinking „Rethinking Convergence/Culture“ //  Cultural Studies 28 (2).   2014. DOI:10.1080/09502386.2013.801579. с. 267 – 297.
61. ↑  Carpentier, Nico. Contextualising Author-Audience Convergences //  Cultural Studies 25 (4 – 5).   2011. DOI:10.1080/09502386.2011.600537. с. 529.
62. ↑  Jenkins, Henry и др. Theorizing participatory intensities: A conversation about participation and politics //  Convergence 19 (3).   2013. DOI:10.1177/1354856513482090. с. 265 .
63. ↑  Andrejevic, Mark. The Work that Affective Economics Does //  Cultural Studies 25 (4 – 5).   2011. DOI:10.1080/09502386.2011.600551. с. 604 – 620.
64. ↑  Verstraete, Ginette. The Politics of Convergence //  Cultural Studies 25 (4 – 5).   2011. DOI:10.1080/09502386.2011.600544. с. 542.
65. ↑  Bratich, Jack. User-Generated Discontent: Convergence, Polemology, and Dissent' //  Cultural Studies 25 (4 – 5).   2011. DOI:10.1080/09502386.2011.600552.
66. ↑  Banet-Weiser, Sarah. Convergence on the Street: Re-thinking the Authentic/Commercial Binary' //  Cultural Studies 25 (4 – 5).   2011. DOI:10.1080/09502386.2011.600553.
67. ↑  Banet-Weiser, Sarah. Convergence on the Street: Re-thinking the Authentic/Commercial Binary //  Cultural Studies 25 (4 – 5).   2011. DOI:10.1080/09502386.2011.600553. с. 654.
68. ↑  Driscoll, Catherine и др. Convergence Culture and the Legacy of Feminist Cultural Studies //  Cultural Studies 25 (4 – 5).   2011. DOI:10.1080/09502386.2011.600549. с. 566 – 584.
69. ↑  Ouelette, Laurie и др. Women's Work: Affective Labour and Convergence Culture //  Cultural Studies 25 (4 – 5).   2011. DOI:10.1080/09502386.2011.600546.
70. ↑  Maxwell, Richard и др. Old, New and Middle-Aged Media Convergence //  Cultural Studies 25 (4 – 5).   2011. DOI:10.1080/09502386.2011.600550. с. 595.
71. ↑  Turner, Graeme. Surrendering the Space: Convergence Culture, Cultural Studies and the Curriculum //  Cultural Studies 25 (4 – 5).   2011. DOI:10.1080/09502386.2011.600556.
72. ↑  Turner, Graeme. Surrendering the Space: Convergence Culture, Cultural Studies and the Curriculum //  Cultural Studies 25 (4 – 5).   2011. DOI:10.1080/09502386.2011.600556. с. 696.
73. ↑  Jenkins, Henry. Rethinking „Rethinking Convergence/Culture“ //  Cultural Studies 28 (2).   2014. DOI:10.1080/09502386.2013.801579. с. 267 – 297.

## Външни връзки
- Официален сайт
- Comparative Media Studies, at the Massachusetts Institute of Technology
- Foreword to the Italian Edition of Convergence Culture (превод на английски език)
- How Content Gains Meaning in the Age of Spreadable Media, беседа, изнесена от Хенри Дженкинс в Болоня, Италия, на 27 юни 2012 г.
- Henry Jenkins Complete Freedom of Movement: Video Games as Gendered Play Spaces
- Henry Jenkins Frontline interview on schools and technology
- Дискусии в WGBH Studios от поредицата интервюта само за уеб WGBH One Guest
  - Video games as art Архив на оригинала от 2016-03-04 в Wayback Machine.
  - Participatory media Архив на оригинала от 2016-03-04 в Wayback Machine.
  - Citizen journalism Архив на оригинала от 2016-03-04 в Wayback Machine.

|  | Тази страница частично или изцяло представлява превод на страницата Henry Jenkins в Уикипедия на английски. Оригиналният текст, както и този превод, са защитени от Лиценза „Криейтив Комънс – Признание – Споделяне на споделеното“, а за съдържание, създадено преди юни 2009 година – от Лиценза за свободна документация на ГНУ. Прегледайте историята на редакциите на оригиналната страница, както и на преводната страница, за да видите списъка на съавторите. ВАЖНО: Този шаблон се отнася единствено до авторските права върху съдържанието на статията. Добавянето му не отменя изискването да се посочват конкретни източници на твърденията, които да бъдат благонадеждни. |